# Albatrellus
Albatrellus Gray, A Natural Arrangement of British Plants (London) 1: 645 (1821)
Albatrellus è un genere di funghi Basidiomiceti appartenente alla famiglia Albatrellaceae.
Vi appartengono funghi con le seguenti caratteristiche.

## Descrizione del genere

### Cappello
Con cuticola liscia, ricoperta di scaglie o piccole squame.

### Gambo
Singolo o concresciuto, centrale o eccentrico.

### Tubuli
Sottili, corti e decorrenti sul gambo.

### Pori
Piccoli e di colore chiaro ma più grandi nella specie pes-caprae.

### Carne
Consistente, a volte molto coriacea.

## Habitat
Sia terricolo che lignicolo.

## Commestibilità
Significativa.

A. pes-caprae ed A. ovinus sono eccellenti commestibili, che ben si prestano alla conservazione sott'olio e sott'aceto.

## Sistematica
Nel 1957, Kotlaba & Pouzar trasferirono le specie con giunti a fibbia nel genere Scutiger, lasciando nel genere Albatrellus, quelle senza giunti a fibbia, tuttavia nel 1966 lo stesso Pouzar ritornò sui suoi passi e, ritenendo tale distinzione insufficiente, riunì nuovamente tutte le specie nel genere Albatrellus.  Il genere Scutiger, pertanto, sarebbe considerato un sinonimo di Albatrellus.
La validità della nomenclatura di questi due generi, tuttavia, è ancora oggetto di discussione da parte del Comitato per il Codice Internazionale di Nomenclatura Botanica (ICBN).
Comunque una gran parte dei micologi è orientata a favore del nome Albatrellus, ormai considerato d'uso comune per la maggioranza degli studiosi.

## Specie del genereAlbatrellus
La specie tipo del genere è Albatrellus albidus (Pers.) Gray (1821).
Altre specie appartenenti al genere sono:
- Albatrellus citrinus Ryman
- Albatrellus confluens (Alb. & Schw.: Fr.) Kotl. & Pouz.
- Albatrellus cristatus (Pers.: Fr.) Kotl.& Pouz
- Albatrellus ovinus (Schaeff.: Fr.) Kotl.& Pouz
- Albatrellus pes-caprae (Pers.: Fr.) Pouz.
- Albatrellus syringae (Parm.) Pouz.
- Albatrellus subrubescens (Murrill) Pouz